# برگهاوپتن
برگهاوپتن (به آلمانی: Berghaupten) یک شهر در آلمان است که در ارتناوکرایس واقع شده‌است. برگهاوپتن ۲٬۴۴۸ نفر جمعیت دارد.